# France Pirc
France »Franjo« Pirc (v matični knjigi rojstva Frančišek Pirc), slovenski generalmajor letalstva, prvi poveljnik jugoslovanskega letalstva 1944-1946 * 22. januar 1899, Žimarice, † 22. junij 1954, Ljubljana.  Nasledil ga je generalpolkovnik letalstva Zdenko Ulepič.
Rodil se je očetu žagarju Francetu in materi Francki (rojena Lovrenčič). Pirc je bil med 1. svetovno vojno vpoklican v Avstro-ogrsko vojsko. Končal je častniško šolo. V Kraljevini Jugoslaviji je bil sprejet v vojaško službo. Končal je izvidniško, pilotsko in lovsko šolo ter generalštabni tečaj.
Med 2. svetovno vojno je bil najprej aprila 1941 komandant 2. lovskega polka Vojnega letalstva Kraljevine Jugoslavije. Od leta 1941 je sodeloval z narodnoosvobodilnim gibanjem. Iz Kragujevca je preletel v Zemun, kjer so ga zaprli in ga kmalu spustili. Kot Slovenec po narodnosti se je priključil Vojnemu letalstvu NDH, kjer je bil med letoma 1941 in 1943 načelnik njegovega operativnega odseka. Tudi kot načelnik tega odseka je vseskozi sodeloval z narodnoosvobodilnim gibanjem. 21. oktobra 1943 je z lahkim letalom FL-3 odletel na osvobojeno ozemlje pri Bugojnu. Zaradi tega so mu Ustaši zverinsko pobili ženo Ankico in drugorojeno hčerko Marjano. 
Po ukazu VŠ NOV in POJ so letalo premestili v Livno kjer je postal del 1. letalske baze. Čin polkovnika hrvaškega domobranstva so Pircu priznali leta 1943, čin partizanskega generalmajorja pa je prejel 1. septembra 1944.
Kmalu je postal načelnik oddelka za letalstvo VŠ NOV in POJ. Od 29. oktobra 1944 do 9. avgusta 1945 je bil prvi komandant Vojnega letalstva NOVJ in JA. Njegov namestnik je bil polkovnik Božo Lazarević. Od 9. avgusta 1945 do 1. oktobra 1946 je bil komandant VL PZO FLRJ. Od leta 1946 do 1949 je bil jugoslovanski veleposlanik v Argentini. Po odpoklicu je tam ostal kot emigrant. Kasneje se je vrnil in živel v Beogradu.